# Krisda Arunvongse
Krisda Arunvongse (taj. กฤษฎา อรุณวงศ์; ur. 9 stycznia 1932 w Bangkoku, zm. 12 stycznia 2010 tamże) – tajski strzelec, olimpijczyk.
Brał udział w igrzyskach olimpijskich w latach 1960 (Rzym) i 1964 (Tokio). W Rzymie startował w strzelaniu z karabinu małokalibrowego w trzech pozycjach z 50 m oraz w strzelaniu w pozycji leżącej z tej samej odległości (również z kar. małokalibrowego). W obu konkurencjach odpadał jednak w eliminacjach. Cztery lata później wystartował tylko w tej pierwszej konkurencji, w której zajął 43. miejsce.
W 1958 roku zajął siódme miejsce w strzelaniu z karabinu małokalibrowego leżąc z 50 m podczas igrzysk azjatyckich w Tokio (zdobył 563 punkty). Wyższą pozycję, bo szóstą, zajął cztery lata później w Dżakarcie (zdobył 1058 punktów w konkurencji: kar. małokalibrowy, trzy pozycje, 50 m).

## Wyniki olimpijskie
| Igrzyska | Konkurencja                                    | Wynik | Miejsce    | Źródło |
| -------- | ---------------------------------------------- | --- | ---------- | ------ |
| IO 1960  | Karabin małokalibrowy, trzy postawy, 50 metrów | 516 punktów W pozycji leżącej – 185 pkt. (93-92) W pozycji klęczącej – 171 pkt. (84-87) W pozycji stojącej – 160 pkt. (76-84)                   | 61 (na 75) | [ 3 ]  |
| IO 1960  | Karabin małokalibrowy leżąc, 50 m              | 364 punkty (90-90-92-92) | 78 (na 85) | [ 4 ]  |
| IO 1964  | Karabin małokalibrowy, trzy postawy, 50 metrów | 1093 punkty W pozycji leżącej – 383 pkt. (95-95-96-97) W pozycji klęczącej – 358 pkt. (89-92-91-86) W pozycji stojącej – 352 pkt. (91-91-86-84) | 43 (na 53) | [ 5 ]  |